# Новоархангельское (Томская область)
Но́воарха́нгельское — село в Томском районе Томской области (деревня Куль до 1917 г. по названию одноименной реки, на правом берегу которой располагается населённый пункт). Входит в состав Турунтаевского сельского поселения.

## Население
| 2002 | 2008 | 2009 | 2010 | 2011 | 2012 | 2013 |
| ---- | ---- | ---- | ---- | ---- | ---- | ---- |
| 467  | ↘422 | ↗424 | ↘349 | ↗350 | ↗353 | ↘334 |
| 2014 | 2015 | 2021 |      |      |      |      |
| ↘332 | ↗337 | ↗349 |      |      |      |      |

## География
Улицы: Советская — центральная главная улица села. Строительная улица — улица, параллельная ул. Советской, ведущая к Новоархангельской школе. Улица Озёрная — между Советской и Строительной улицами, параллельная им и проходящая рядом с местным озером Байкал. Алтайский переулок — улица, застроенная подобными домами по типовому проекту.
Расстояние до Томска — 58 км, до Турунтаева (центр поселения) — 10 км.
Автобусное сообщение с Томском осуществляется с помощью междугородних автобусных маршрутов № 518 (Томск — Белый Яр) и № 515 (Томск — Асино).

## Социальная сфера и экономика
В Новоархангельском есть школа (МОУ Новоархангельская СОШ). Также работают дом культуры и библиотека. Медицинское обслуживание осуществляет местный фельдшерско-акушерский пункт, новое здание которого взамен старого открыто в сентябре 2016 года. Действует почтовое отделение.
В селе в сфере розничной торговли работают два магазина. Работают пять частных пилорам.